# Hainbuchi Henrik
Hainbuchi Henrik (latinul: Henricus de Hassia, németül: Heinrich von Hainbuch) vagy Langensteini Henrik (latinul: Henricus Langensteiniensis, németül: Heinrich von Langenstein), (Marburg, 1325 körül – Bécs, 1397. február 11.) középkori német származású, de élete jelentős részét Franciaországban töltő filozófus és teológus.
A Párizsi Egyetemen tanított 1363-tól filozófiát, 1376-tól 1383-ig pedig teológiát. 1384-től a Bécsi Egyetemen tanít, és itt hunyt el 1397-ben. Jelentős irodalmi tevékenységet fejtett ki élete során: terjedelmes Kommentárt írt a Teremtés könyvének első három fejezetéhez, fizikai (De reductione effectuum specialium in virtutes communes, De habitudine causarum et influxu narturae communis respectu inferiorum), és csillagászati tárgyú (De improbitatione epicyclorum et concentricorum) műveket készített. Gazdasági értekezése a De contractibus emptionis et venditionis címet viseli, de van egy Epistolája is ugyanerről a kérdésről. Fennmaradtak aszkétikus tárgyú értekezései (De contemptu mundi, Speculum animae). Bécsi tartózkodása alatt írta Quaestiones super libros Sententiarumot. A fentieken kívül számos írása született az 1387-es egyházszakadással kapcsolatban.